# The Back Room
Albums de Editors
An End Has a Start
(2007)
Singles
1. Bullets
Sortie : 24 janvier 2005
2. Munich
Sortie : 18 avril 2005
3. Blood
Sortie : 11 juillet 2005
4. All Sparks
Sortie : 27 mars 2006

The Back Room est le premier album du groupe britannique de rock Editors, publié le 25 juillet 2005 par Kitchenware Records. Une édition double CD comprenant six chansons supplémentaires est sortie au Royaume-Uni, et une édition incluant le DVD du concert du groupe à Amsterdam le 30 janvier 2006 est sortie en Allemagne et aux Pays-Bas.
Il a été nommé au Mercury Music Prize, remporté en septembre 2006 par l'album Whatever People Say I Am, That's What I'm Not. Il s'est vendu à plus d'un million d'exemplaires à travers le monde.

## Liste des chansons
Toutes les chansons sont écrites et composées par Editors.
| No  | Titre                    | Durée |
| --- | ------------------------ | ----- |
| 1.  | Lights                   | 2:31  |
| 2.  | Munich                   | 3:46  |
| 3.  | Blood                    | 3:29  |
| 4.  | Fall                     | 5:06  |
| 5.  | All Sparks               | 3:33  |
| 6.  | Camera                   | 5:02  |
| 7.  | Fingers in the Factories | 4:14  |
| 8.  | Bullets                  | 3:09  |
| 9.  | Someone Says             | 3:13  |
| 10. | Open Your Arms           | 6:00  |
| 11. | Distance                 | 3:38  |

## Classements et certifications
| Classement musical                         | Meilleure position |
| ------------------------------------------ | ------------------ |
| Belgique (Flandre Ultratop)                | 53                 |
| Belgique (Wallonie Ultratop)               | 74                 |
| France (SNEP)                              | 107                |
| Irlande (Irish Recorded Music Association) | 23                 |
| Pays-Bas (Mega Album Top 100)              | 30                 |
| Royaume-Uni (UK Albums Chart)              | 2                  |

| Pays        | Ventes    | Certifications |
| ----------- | --------- | -------------- |
| Belgique    | 15 000 +  | Or             |
| Irlande     | 7 500 +   | Or             |
| Pays-Bas    | 30 000 +  | Or             |
| Royaume-Uni | 300 000 + | Platine        |

## Accueil critique
L'album a recueilli de bonnes critiques, obtenant la note de 76/100, sur la base de 23 critiques, sur le site Metacritic.
Mackenzie Wilson, d'AllMusic, lui donne la note de 4,5 étoiles sur 5. Matthew Butler, de Drowned in Sound, lui donne la note de 9/10. James Jam, du New Musical Express, lui donne la note de 8/10. Frédéric Régent, de Music Story, lui donne 4 étoiles sur 5. Preston Jones, de Slant, lui donne 4 étoiles sur 5
Michael Lomas, de PopMatters, lui donne la note de 7/10. Jason Crock, de Pitchfork, lui donne la note de 6/10. Christian Hoard, de Rolling Stone, lui donne 3 étoiles sur 5.